# Elecciones estatales de Hesse de 2018
Elecciones estatales se celebraron en el estado federado alemán de Hesse, el 28 de octubre de 2018, con el propósito de elegir a los miembros del Parlamento Regional Hesiano.

## Antecedentes
Desde las últimas elecciones en 2013 gobernaba en Hesse una coalición entre la Unión Demócrata Cristiana (CDU) y Alianza 90/Los Verdes con Volker Bouffier como Ministro presidente.

## Campaña
Los temas dominantes de la campaña fueron la educación (centrada en la falta de docentes, la cancelación de clases y los edificios escolares en ruinas), viviendas asequibles en las ciudades, el control de la contaminación del aire, la expansión del transporte público, la protección del medio ambiente, la igualdad de derechos y la integración de inmigrantes.
Al igual que la elección estatal bávara celebrada apenas dos semanas antes, estos comicios fueron considerados como una prueba para el gobierno federal de gran coalición de Angela Merkel.

## Partidos participantes
Las autoridades electorales aprobaron 23 listas partidistas y un total de 413 candidaturas directas para los distritos electorales:
| Partido | Abreviatura          | Candidato principal             | Candidatos directos | Candidatos de lista |
| --- | -------------------- | ------------------------------- | ------------------- | ------------------- |
| Unión Demócrata Cristiana de Alemania                                                                                            | CDU                  | Volker Bouffier                 | 55                  | 110                 |
| Partido Socialdemócrata de Alemania                                                                                              | SPD                  | Thorsten Schäfer-Gümbel         | 55                  | 152                 |
| Alianza 90/Los Verdes | GRÜNE                | Tarek Al-Wazir y Priska Hinz    | 55                  | 60                  |
| La Izquierda | DIE LINKE            | Janine Wissler y Jan Schalauske | 55                  | 30                  |
| Partido Democrático Libre | FDP                  | René Rock                       | 55                  | 56                  |
| Alternativa para Alemania | AfD                  | Rainer Rahn                     | 55                  | 30                  |
| Partido Pirata de Alemania | PIRATEN              | Jürgen Erkmann                  | 8                   | 29                  |
| Votantes Libres | FREIE WÄHLER         | Engin Eroglu                    | 41                  | 61                  |
| Partido Nacionaldemócrata de Alemania                                                                                            | NPD                  | Daniel Lachmann                 | –                   | 12                  |
| Partido por el Trabajo, Estado de Derecho, Protección de los Animales, Incentivo a las Elites e Iniciativas Democráticas de Base | Die PARTEI           | Mario Bouffier                  | 18                  | 63                  |
| Partido Ecológico-Democrático | ÖDP                  | Angela Binder                   | 6                   | 9                   |
| Panteras Grises | Graue Panther        | Alexander Günther               | –                   | 5                   |
| Movimiento de Derechos Ciudadanos Solidaridad                                                                                    | BüSo                 | Alexander Hartmann              | –                   | 5                   |
| Alianza de Alemanes Demócratas                                                                                                   | AD-Demokraten        | Yüksel Özcelik                  | –                   | 10                  |
| Alianza C – Cristianos para Alemania                                                                                             | Bündnis C            | Andrea Rehwald                  | –                   | 7                   |
| Bündnis Grundeinkommen | BGE                  | Gerhard Wagner                  | –                   | 7                   |
| Los Violetas | DIE VIOLETTEN        | Jochem Kalmbacher               | 2                   | 5                   |
| Reformadores Liberal-Conservadores                                                                                               | LKR                  | Stephanie Tsomakaeva            | 1                   | 10                  |
| Mundo Humano | MENSCHLICHE WELT     | Caffer Abzak                    | 1                   | 2                   |
| Partido de los Humanistas | Die Humanisten       | Rutger Comes                    | –                   | 10                  |
| Partei für Gesundheitsforschung                                                                                                  | Gesundheitsforschung | Dennis Rudolph                  | –                   | 5                   |
| Partido Ser Humano, Medio Ambiente y Protección de los Animales                                                                  | Tierschutzpartei     | Claudia Scharnagl               | 1                   | 9                   |
| V-Partei³ – Partei für Veränderung, Vegetarier und Veganer                                                                       | V-Partei³            | Alexandra Munir-Muuß            | 1                   | 4                   |
| Partido Anarquista Pogo de Alemania                                                                                              | APPD                 | –                               | 1                   | –                   |
| Democracia en Movimiento | DiB                  | –                               | 1                   | –                   |
| Nichtparteigebundene Einwohner Vertreter                                                                                         | NEV                  | –                               | 1                   | –                   |
| Izquierda Ecológica | ÖkoLinX              | –                               | 1                   | –                   |
| Total |                      |                                 | 413                 | 691                 |

## Encuestas

### Partidos
| Encuestador             | Fecha      | CDU    | SPD    | Verdes | Izquierda | FDP   | AfD    | Otros |
| ----------------------- | ---------- | ------ | ------ | ------ | --------- | ----- | ------ | ----- |
| Forschungsgruppe Wahlen | 25.10.2018 | 28 %   | 20 %   | 20 %   | 8 %       | 8 %   | 12 %   | 4 %   |
| Civey                   | 25.10.2018 | 27 %   | 22 %   | 18,5 % | 7,5 %     | 8 %   | 13 %   | 4 %   |
| INSA                    | 23.10.2018 | 26 %   | 21 %   | 21 %   | 8 %       | 7 %   | 13 %   | 4 %   |
| Infratest dimap         | 18.10.2018 | 26 %   | 21 %   | 20 %   | 8 %       | 9 %   | 12 %   | 4 %   |
| Forschungsgruppe Wahlen | 18.10.2018 | 26 %   | 20 %   | 22 %   | 8 %       | 8 %   | 12 %   | 4 %   |
| Civey                   | 12.10.2018 | 28,5 % | 24,9 % | 18,2 % | 7,5 %     | 5,6 % | 11,8 % | 3,5 % |
| Forschungsgruppe Wahlen | 03.10.2018 | 29 %   | 23 %   | 18 %   | 8 %       | 6 %   | 13 %   | 3 %   |
| Civey                   | 28.09.2018 | 28,6 % | 23 %   | 15,8 % | 8,8 %     | 7,6 % | 12,4 % | 3,8 % |
| Infratest dimap         | 24.09.2018 | 28 %   | 23 %   | 17 %   | 8 %       | 7 %   | 14 %   | 3 %   |
| Forschungsgruppe Wahlen | 21.09.2018 | 32 %   | 25 %   | 15 %   | 8 %       | 6 %   | 11 %   | 3 %   |
| INSA                    | 07.09.2018 | 29 %   | 24 %   | 14 %   | 8 %       | 7 %   | 14 %   | 4 %   |
| Civey                   | 31.08.2018 | 31,1 % | 23,9 % | 13,4 % | 7,9 %     | 7,1 % | 12,7 % | 3,9 % |
| Infratest dimap         | 21.06.2018 | 31 %   | 22 %   | 14 %   | 7 %       | 7 %   | 15 %   | 4 %   |
| Forschungsgruppe Wahlen | 12.06.2018 | 31 %   | 25 %   | 13 %   | 8 %       | 8 %   | 11 %   | 4 %   |
| INSA                    | 17.05.2018 | 33 %   | 24 %   | 13 %   | 8 %       | 7 %   | 11 %   | 4 %   |
| Forschungsgruppe Wahlen | 22.03.2018 | 31 %   | 26 %   | 13 %   | 8 %       | 7 %   | 10 %   | 5 %   |
| Allensbach              | 02.03.2018 | 31 %   | 26 %   | 12 %   | 7 %       | 9 %   | 11 %   | 4 %   |
| Forsa                   | 25.02.2018 | 33 %   | 23 %   | 14 %   | 7 %       | 8 %   | 10 %   | 5 %   |
| Infratest dimap         | 19.01.2018 | 31 %   | 25 %   | 13 %   | 8 %       | 8 %   | 12 %   | 3 %   |
| Elecciones de 2013      | 22.09.2013 | 38,3 % | 30,7 % | 11,1 % | 5,2 %     | 5,0 % | 4,1 %  | 5,6 % |

### Preferencia de Ministro-Presidente
| Encuestador             | Fecha      | Volker Bouffier (CDU) | Thorsten Schäfer-Gümbel (SPD) | Ninguno/no sabe |
| ----------------------- | ---------- | --------------------- | ----------------------------- | --------------- |
| Forschungsgruppe Wahlen | 25.10.2018 | 43 %                  | 34 %                          | 23 %            |
| Forschungsgruppe Wahlen | 18.10.2018 | 46 %                  | 32 %                          | 22 %            |
| Forschungsgruppe Wahlen | 03.10.2018 | 42 %                  | 35 %                          | 16 %            |
| Infratest dimap         | 24.09.2018 | 43 %                  | 39 %                          | 9 %             |
| Forschungsgruppe Wahlen | 21.09.2018 | 43 %                  | 37 %                          | 20 %            |
| Infratest dimap         | 21.06.2018 | 45 %                  | 36 %                          | 10 %            |
| Forschungsgruppe Wahlen | 23.03.2018 | 45 %                  | 34 %                          | 21 %            |
| Infratest dimap         | 19.01.2018 | 45 %                  | 40 %                          | 9 %             |
| Infratest dimap         | 12.01.2017 | 48 %                  | 35 %                          | 9 %             |
| Infratest dimap         | 20.01.2016 | 46 %                  | 35 %                          | –               |

## Resultados

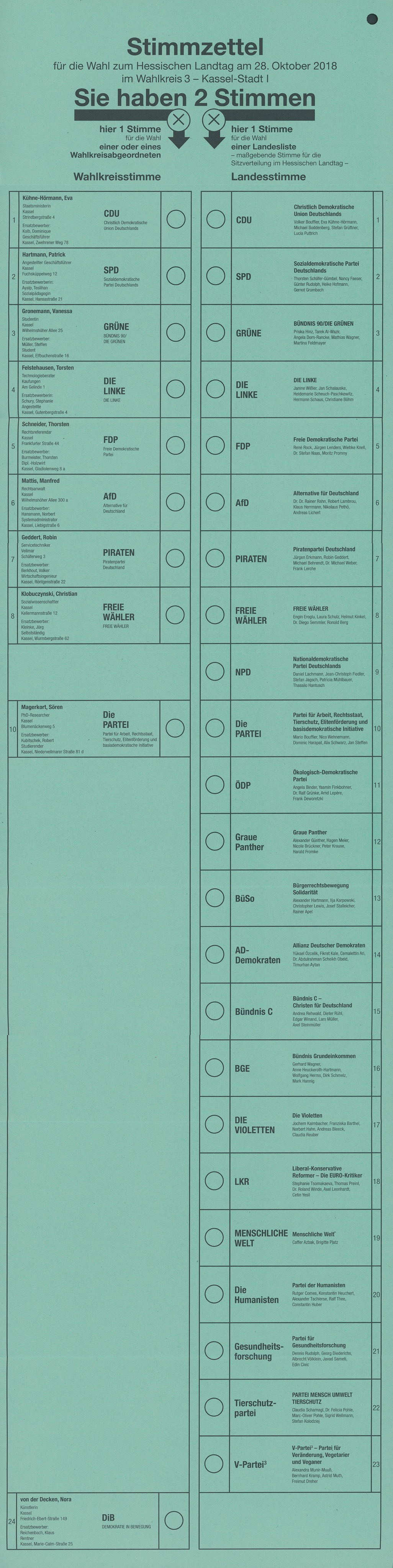
Papeleta utilizada en la elección.

|                      | Lista de partido | Lista de partido | Lista de partido | Distrito electoral | Distrito electoral | Distrito electoral |
| Votos                | %                | Escaños          | Votos            | %                  | Escaños            |                    |
| -------------------- | ---------------- | ---------------- | ---------------- | ------------------ | ------------------ | ------------------ |
| Inscritos            | 4.372.788        |                  |                  | 4.372.788          | -                  |                    |
| Votantes             | 2.942.846        | 67,3             |                  | 2.942.846          | 67,3               |                    |
| Votos válidos        | 2.881.261        | 97,9             |                  | 2.873.070          | 97,6               |                    |
|                      |                  |                  |                  |                    |                    |                    |
| CDU                  | 776.910          | 27,0             | 40               | 843.068            | 29,3               | 40                 |
| GRÜNE                | 570.512          | 19,8             | 29               | 517.904            | 18,0               | 5                  |
| SPD                  | 570.446          | 19,8             | 29               | 670.637            | 23,3               | 10                 |
| AfD                  | 378.692          | 13,1             | 19               | 362.210            | 12,6               |                    |
| FDP                  | 215.946          | 7,5              | 11               | 205.384            | 7,1                |                    |
| DIE LINKE            | 181.332          | 6,3              | 9                | 164.535            | 5,7                |                    |
| FREIE WÄHLER         | 85 465           | 3,0              |                  | 88.122             | 3,1                |                    |
| Tierschutzpartei     | 28 095           | 1,0              |                  | 471                | 0,0                |                    |
| Die PARTEI           | 18.334           | 0,6              |                  | 12.007             | 0,4                |                    |
| PIRATEN              | 11.617           | 0,4              |                  | 3.818              | 0,1                |                    |
| ÖDP                  | 7.539            | 0,3              |                  | 3.232              | 0,1                |                    |
| NPD                  | 6.173            | 0,2              |                  | —                  | —                  |                    |
| Graue Panther        | 4.870            | 0,2              |                  | —                  | —                  |                    |
| Bündnis C            | 3.789            | 0,1              |                  | —                  | —                  |                    |
| Gesundheitsforschung | 3.572            | 0,1              |                  | —                  | —                  |                    |
| V-Partei³            | 3.553            | 0,1              |                  | 145                | 0,0                |                    |
| BGE                  | 3.031            | 0,1              |                  | —                  | —                  |                    |
| AD-Demokraten        | 2.971            | 0,1              |                  | —                  | —                  |                    |
| Die Humanisten       | 2.646            | 0,1              |                  | —                  | —                  |                    |
| DIE VIOLETTEN        | 2.403            | 0,1              |                  | 373                | 0,0                |                    |
| MENSCHLICHE WELT     | 1.600            | 0,1              |                  | 74                 | 0,0                |                    |
| LKR                  | 1.340            | 0,0              |                  | 139                | 0,0                |                    |
| BüSo                 | 425              | 0,0              |                  | —                  | —                  |                    |
| DiB                  | —                | —                |                  | 168                | 0,0                |                    |
| APPD                 | —                | —                |                  | 94                 | 0,0                |                    |
| NEV                  | —                | —                |                  | 643                | 0,0                |                    |
| ÖkoLinX Hessen       | —                | —                |                  | 46                 | 0,0                |                    |
| Total                | 2 881 261        | 100              | 137              | 2.873.070          | 100                | 55                 |

Fuente:  Archivado el 18 de junio de 2019 en Wayback Machine.

## Análisis y consecuencias
La participación electoral fue del 67,3%, un 5,9% menos en comparación con las últimas elecciones estatales. Cabe señalar, sin embargo, que las elecciones estatales de 2013 se llevaron a cabo junto con las elecciones federales.
La primera fuerza política fue la CDU, que, sin embargo, sufrió grandes pérdidas, al igual que el SPD. Los Verdes lograron su mejor resultado histórico en Hesse y se convirtieron en la segunda fuerza política, por delante de los socialdemócratas. Para la AfD, la entrada al parlamento estatal significó estar representado en la totalidad de los 16 estados federados alemanes. El FDP y Die Linke registraron ganancias y se convirtieron en el quinto y sexto más fuerte, respectivamente.
El anterior gobierno estatal negro-verde podría continuar gobernando con una mayoría de escaños en el parlamento. Pero también sería posible una Coalición Jamaica o una alianza entre el SPD, Los Verdes y el FDP.
Tanto la CDU como el SPD explicaron las pérdidas masivas en Hesse con la insatisfacción de los ciudadanos con el trabajo del Gobierno federal de Angela Merkel. Al día siguiente de las elecciones, Merkel anunció su decisión de no postular nuevamente a la presidencia de la CDU ni tampoco al cargo de Canciller de Alemania en las próximas elecciones federales.

### Formación de gobierno
Luego de negociaciones infructuosas con el FDP y el SPD, la ejecutiva regional de la CDU decidió por unanimidad el 16 de noviembre de 2018 ofrecer a Los Verdes una negociación de coalición. Al día siguiente, los Verdes también decidieron por unanimidad aceptar la oferta de los demócratas cristianos. Ambas partes se reunieron el 19 de noviembre de 2018 para la primera ronda de negociaciones y fijaron el objetivo de llegar a un acuerdo de coalición antes de Navidad. En la noche del 18 al 19 de diciembre de 2018, los partidos concluyeron con éxito su última ronda de negociaciones. El acuerdo de coalición se firmó el 23 de diciembre de 2018.
El nuevo Parlamento Regional se constituyó el 18 de enero de 2019, y Volker Bouffier fue reelegido como Ministro presidente.